# Furious Monkey House
Furious Monkey House fue una banda española de género rock formada en el año 2014 en Pontevedra (Galicia). Los miembros de Furious Monkey House son Mariña, Carlota, Amaya, Irene y Diego. El nombre de la banda se debe a que con ellos tocan dos monos furiosos.

## Historia
Mariña, Carlota, Amaya, Irene y Diego son unos jóvenes de Pontevedra nacidos entre 2003 y 2004, que junto a su profesor de música Gonzalo formaron un grupo de rock en marzo de 2014.
Su primer álbum “RUN” fue grabado bajo la producción musical de Gonzalo Maceira e Iago Lorenzo en Planta Sónica y en los estudios Abbey Road de Londres.
En 2016 publicaron "Life into the wild", el tema principal de la película "Zipi y Zape y la isla del capitán", e hicieron un videoclip con los actores de la película.
En marzo de 2017, el guitarrista Manu Tomé deja la banda y pasa a ser sustituido por Diego Flores.
En septiembre de 2019 lanzan su segundo álbum de estudio, Love, Scum & Dust.

## Miembros
- Mariña - cantante
- Carlota - batería
- Amaya - sintetizador y teclado
- Irene - guitarra
- Diego - guitarra
- Gonzalo, el mono furioso - bajo

## Discografía
| Título            | Detalles de lanzamiento                                                                                     |
| ----------------- | --- |
| RUN               | - Fecha de lanzamiento: 13 de noviembre de 2015 - Formatos: CD, descarga digital - Discográfica: Esmerarte  |
| Love, Scum & Dust | - Fecha de lanzamiento: 13 de septiembre de 2019 - Formatos: CD, descarga digital - Discográfica: Esmerarte |
| Oneiric           | •Fecha de lanzamiento: 17 de marzo de 2023                                                                  |